# Monogatari (light novel)
Monogatari (物語; "História", "Conto") é uma série de light novel japonesa escrita pelo novelista japonês Nishio Ishin e ilustrada pelo desenhista taiwanês VOFAN. A série é publicada pela editora Kodansha na revista Kodansha Box, tendo até o momento 25 volumes publicados desde Novembro de 2006, com mais 3 planejados à serem lançados, separados por First, Second, Final, Off e Monster Seasons. A tradução para o inglês pela Vertical já lançou 15 volumes, com mais 3 planejados até 2020. Uma tradução para o português ainda não está prevista. A história gira em torno de Koyomi Araragi, um estudante do terceiro ano do ensino médio que recentemente sobreviveu a um encontro com um vampiro, e depois passa a ajudar garotas envolvidas com todo o tipo de aparições, divindades, fantasmas, monstros mitológicos e espíritos.
Uma adaptação para anime pelo estúdio Shaft de Bakemonogatari foi exibido entre os dias 3 de Julho de 2009 e 25 de Junho de 2010 e teve um total de 15 episódios, sendo 12 exibidos na televisão e 3 ONAs. Foram produzidos mais 9 títulos para a adaptação da First, Second, e Final Seasons. Nisemonogatari, com 11 episódios, foi exibido entre os dias 7 de janeiro e 17 de março de 2012. Nekomonogatari (Kuro), com 4 episódios, foi exibido no dia 31 de dezembro de 2012. Monogatari Series Second Season, com 26 episódios, foi exibido entre os dias 3 de julho e 28 de dezembro de 2013. Hanamonogatari, com 5 episódios, foi exibido no dia 16 de Agosto de 2014. Tsukimonogatari, com 4 episódios, foi exibido no dia 31 de Dezembro de 2014. A primeira parte de Owarimonogatari, com 12 episódios, foi exibido entre os dias 4 de Outubro e 19 de Dezembro de 2015. Koyomimonogatari, com 12 curtos episódios, foi lançado entre os dias 10 de Janeiro e 27 de março de 2016 via um aplicativo para a Apple Store e Google Play. A parte final de Owarimonogatari, com 3 longos episódios, foi exibido entre os dias 12 e 13 de Agosto de 2017. A obra também ganhou uma trilogia em longa-metragem que adapta Kizumonogatari, sendo o primeiro deles, Tekketsu-Hen, estreado no dia 08 de janeiro de 2016, o segundo, Nekketsu-Hen, estreado no dia 19 de Agosto de 2016 e, o terceiro, Reiketsu-Hen, estreado no dia 6 de Janeiro de 2017. A adaptação para Zoku Owarimonogatari foi estreado nos cinemas no dia 10 de Novembro de 2018 e depois foi exibido na televisão, em 6 episódios, entre os dias 18 de Maio e 22 de Junho de 2019.
A adaptação para anime não segue a ordem dos livros. A estreia da trilogia Kizumonogatari foi planejada para 2012 mas, devido a problemas na produção, foi adiantada em indefinitivo. A estreia do primeiro filme da trilogia ocorreu em 2016. A coletânea Monogatari Series Second Season originalmente continha as adaptações para Nekomonogatari (Shiro), Kabukimonogatari, Hanamonogatari, Otorimonogatari, Onimonogatari e Koimonogatari mas devido a problemas na produção o estúdio decidiu retirar Hanamonogatari da coletânea e exibir o título começando no dia 31 de Maio de 2014. Novos problemas na produção fizeram Hanamonogatari ser adiado e o título foi exibido no dia 16 de Agosto de 2014. Koyomimonogatari, nos livros, foi lançado antes de Owarimonogatari mas a adaptação foi lançada após Kizumonogatari I. Owarimonogatari é divido em duas partes, com episódios de 1 até 20, de acordo com o site oficial de Monogatari Series.

## Enredo
Monogatari gira em torno de Koyomi Araragi, um estudante do terceiro ano do ensino médio que é um "quase-humano", após se tornar um vampiro durante um curto período de férias da primavera. Certo dia, uma colega de classe chamada Hitagi Senjougahara, que é muito reclusa, cai das escadarias da escola direto nos braços de Koyomi. Ele então descobre que ela não tem peso, desafiando as leis da física. Mesmo sendo ameaçado por ela para que ficasse longe dela e esquecesse o que presenciou, Koyomi oferece ajuda e a apresenta a Meme Oshino, um estranho homem de meia idade que vive numa escola abandonada e que ajudou Koyomi voltar a ser "humano".
Na primeira temporada, Bakemonogatari, em cada arco, é introduzida uma garota afetada por uma aberração com elementos do folclore japonês.
A característica marcante da série são os longos e acelerados diálogos entre os personagens que contêm um grande número de paródias e referências a outras séries, frames rápidos e coloridos com uma grande quantidade de texto e cenários com a completa ausência de figurantes.

## Personagens
- Koyomi Araragi (阿良々木 暦 Araragi Koyomi)

Dublado por: Hiroshi Kamiya
Personagem principal da história, estudante do terceiro ano do ensino médio. Pouco antes do início da história foi atacado por um vampiro durante as férias de primavera, se tornando um. Embora Meme Oshino tenha ajudado Koyomi a se tornar humano novamente, várias características ainda persistem, por exemplo, enxergar no escuro, regeneração e longevidade muito maior do que a de um humano normal. Ele começa a namorar Hitagi Senjougahara ao fim do arco Mayoi Snail. Algumas personagens, particularmente Hachikuji Mayoi e Senjougahara Hitagi, especulam se Koyomi é um lolicon.
- Hitagi Senjougahara (戦場ヶ原ひたぎ Senjougahara Hitagi)

Dublada por: Chiwa Saitou
Personagem principal dos episódios Hitagi Crab, é uma garota aparentemente fraca que possui uma "doença incurável". Ela estuda na mesma classe de Koyomi, mas raramente fala com alguém. Durante seu primeiro ano no colegial, ela encontra um misterioso caranguejo, que a faz ficar "sem peso". Desde então ela evita contato com outras pessoas, e ameaça qualquer um que descubra seu segredo. Ela chama a si mesma de tsundere e sempre fala de um jeito autoritário. Ao fim do arco Mayoi Snail, ela admite seu amor por Koyomi e eles começam a namorar.
Após os eventos em Tsukihi Phoenix, ela supera seu trauma completamente, e finalmente se torna uma garota normal e alegre. Ela começa a se referir ao Araragi com um apelido bonitinho, rir de pequenas coisas e enviar e-mails cheios de emojis, embora ela continua com uma língua afiada, porém está mais moderada. Ela também parece ter Complexo de Electra, ficando excitada quando usa o cobertor de seu pai, tanto que não consegue dormir. Koyomi diz que ele ama muito Hitagi. Ela parece não se dar muito bem com Karen e Tsukihi.
Em Nadeko Medusa, Nadeko diz que se eles se conhecessem em circunstâncias diferentes, eles teriam sido amigos, mas Hitagi diz que odeia pirralhos fofos como Nadeko. Após este arco, em Hitagi End, Koyomi se mete em problemas, engolindo seu orgulho e sentimentos novamente, ela pede ajuda a Kaiki — a única pessoa que ela realmente despreza e odeia.
- Mayoi Hachikuji (八九寺 真宵 Hachikuji Mayoi)

Dublada por: Emiri Katou
Personagem principal de Mayoi Snail, é o fantasma de uma garota do quinto ano que foi morta num acidente de trânsito enquanto procurava pela casa de sua mãe, e desde então tem vagado pela cidade, nunca chegando ao seu destino. Ela só pode ser vista por pessoas que não querem chegar a algum lugar. Koyomi a conheceu num parque durante o dia das mães e se ofereceu para ajudá-la a encontrar a casa de sua mãe. Mayoi pronúncia várias palavras incorretamente, muitas vezes causando duplo sentido em suas frases, e também possui o hábito de pronunciar incorretamente o nome completo de Koyomi, resultando em momentos cômicos quando se encontram. Seu sobrenome antes de seus pais se divorciarem era Tsunade (綱手). Mais tarde, ela se formou para se tornar um "espírito errante", depois que Koyomi e Hitagi a ajudaram a chegar ao seu destino.
Em Mayoi Jiangshi, Koyomi e Shinobu viajam acidentalmente no tempo, recuando para 11 anos antes, um dia antes da morte de Mayoi. Koyomi, querendo evitar que Mayoi se transforme em um espírito errante, a ajuda a viajar até a casa de sua mãe. Depois que voltaram ao presente, descobriram que toda a cidade estava infestada de zumbis. Nesta história, Koyomi não conheceu Mayoi, então nos eventos de Tsubasa Cat, ele não conseguiu as informações sobre Shinobu, nem chegou perto do Senhor Donuts, então Black Hanekawa o matou, fazendo com que Shinobu desta linha do tempo jurasse destruir o mundo e fazer vampiros zumbis, ou 'Jiangshi'. Enquanto procuram um ponto de poder, Koyomi e Shinobu atraem os zumbis, mas são salvos por um Hachikuji adulto. Parece que Mayoi não ficou feliz por ter se tornado um espírito, mas ficou feliz por, como espírito, ter conhecido Koyomi.
Mais tarde, a existência de Mayoi é ameaçada pela “escuridão”, manifestação da ordem natural, que destrói coisas que mentem sobre sua natureza, sendo neste caso Mayoi abandonando o papel de Vaca Perdida. A conselho de Izuko Gaen, Mayoi opta por passar para a vida após a morte sem uma troca de despedida entre ela e Araragi, algo que este último admite ter se arrependido mais tarde.
Koyomi também afirmou que fica mais feliz quando conversa com Mayoi
- Suruga Kanbaru (神原 駿河 Kanbaru Suruga)

Dublada por: Miyuki Sawashiro
Personagem principal do arco Suruga Monkey, é caloura de Koyomi, estrela do time de basquete da escola e uma das conhecidas de Hitagi do ensino médio. Imediatamente após entrar no colegial, ela descobre o segredo de Hitagi e, ao tentar ajuda-lá, é ameaçada por ela, da mesma forma que Koyomi também foi. Ela é admitidamente lésbica (por mais que ela fala de "brincadeira" que ela gostaria de ser amante do Koyomi se um dia ele se casar), fujoshi, lolicon, e masoquista. No ensino fundamental, ela herdou o que pensava ser uma pata de macaco. Quando ela fez seu terceiro desejo, uma pata parecida com um macaco começou a crescer em seu braço esquerdo. Ela começa a perseguir Koyomi após descobrir que ele está namorando Hitagi. Ela se torna amiga de Koyomi e Hitagi depois que Koyomi a livra da maldição de Rainy Devil. Ela também começa a deixar o cabelo crescer mais.
Em Suruga Devil, circula um boato sobre um demônio resolvendo o problema de outras pessoas. Temendo que ela possa ser o suposto "Diabo", Suruga decide investigar e descobre que o suposto Diabo é na verdade uma antiga rival dela no basquete, chamada Rōka Numachi. Kanbaru continua preocupada com os efeitos do de Rainy Devil, mesmo que ele tenha sido disperso, a tal ponto que, sempre que vai dormir, amarra o braço de seu demônio a um pilar para não poder cometer crimes durante o sonambulismo. Ela verifica o jornal todos os dias para ter certeza de que não deu nenhuma má notícia inconscientemente. Ela tem sonhos com sua mãe ocasionalmente, o que lhe dá estranhas lições de vida.
Ela agora se chama Suruga Kanbaru, mas era anteriormente chamada de Suruga Gaen. A mãe de Suruga tinha algum tipo de ligação com estranhezas, pois herdou de sua mãe o braço esquerdo do demônio. Foi revelado que sua mãe e seu pai fugiram porque a família Kanbaru não aprovava seu relacionamento. Kanbaru também é a única pessoa que Kaiki trata bem.
- Tsubasa Hanekawa (羽川 翼 Hanekawa Tsubasa)

Dublada por: Yui Horie
A presidente da sala de Koyomi e sua melhor amiga. Ela esteve envolvida nos acontecimentos anteriores à Bakemonogatari, e o que se sabe é que Koyomi tem uma grande dívida com ela. Ela é meiga e super gentil e sempre tenta passar uma imagem de uma boa pessoa. Ela vive com seus pais adotivos. Um dia, após encontrar um gato morto e enterrá-lo, ela é amaldiçoada pelo espírito do gato e se transforma numa aberração, ao qual Meme dá o nome de Black Hanekawa. Ela é secretamente apaixonada por Koyomi e o relacionamento dos dois se mostra bem amigável, mesmo depois da descoberta desse fato.
- Nadeko Sengoku (千石 撫子 Sengoku Nadeko)

Dublada por: Hanazawa Kana
Amiga de infância das irmãs de Koyomi, sempre foi tímida e vive nas memórias dos dias de sua infância. Ela foi amaldiçoada por uma amiga de escola e uma cobra enrolou-se em seu corpo. É apaixonada pelo Koyomi e tem uma relação amigável com o mesmo, que à trata como se fosse uma de suas irmãs.
- Meme Oshino (忍野 メメ Oshino Meme)

Dublado por: Takahiro Sakurai
Um grande amigo e "mentor" de Koyomi. Ele esteve evolvido nos fatos decorridos anteriormente à Bakemonogatari, aparentemente ajudando Koyomi a tornar-se humano novamente. Ele é misterioso e conhece muito sobre o sobrenatural, atuando como um monge fora de templos. Usa como casa uma escola abandonada, onde Koyomi e seus amigos vão pedir ajuda sempre que tem problemas. Odeia dizer adeus e desaparece no final da primeira temporada dizendo que Koyomi já está pronto para se virar sozinho e ajudar os outros.
- Shinobu Oshino (忍野 忍 Oshino Shinobu)

Dublada por: Maaya Sakamoto
Originalmente uma vampira lendária, rainha e matadora de aberrações, conhecida pelo nome Kiss-Shot Acerola-Orion Heart-Under-Blade. Foi ela quem transformou Koyomi em um vampiro, no entanto, perdeu seus poderes e sua alma ficou ligada à dele. Adora rosquinhas. Ela desaparece ao decorrer de Bakemonogatari, mas ressurge para salvar Koyomi no final da temporada e passa a morar em sua sombra.
- Karen Araragi (阿良々木 火憐 Araragi Karen)

Dublada por: Eri Kitamura
Irmã mais nova de Koyomi. Junto a Tsukihi formam as Fire Sisters, uma dupla de heroínas que auxilia alunos no colégio. Ela confronta Deishuu após esse começar a espalhar maldições, mas acaba se tornando uma vítima dele. Ela é bastante atlética, possui faixa preta no Karatê com somente 15 anos e tem grande admiração por Kanbaru.
- Tsukihi Araragi (阿良々木 月火 Araragi Tsukihi)

Dublada por: Yuka Iguchi
Irmã mais nova de Koyomi e Karen, tem uma personalidade que pode ser descrito como histérica. Faz parte das Fire Sisters, mas não leva a justiça tão a sério como Karen. Na segunda parte de Nisemonogatari se descobre que ela é na verdade uma entidade semelhante a um cuco, que se infiltrou na família dos Araragi e possui a imortalidade da lendária ave fênix. Ela é caçada por Yozuru e Yotsugi, e morta pela última, porém seu corpo se regenera rapidamente após o ocorrido. Koyomi então consegue convencer Yozuru que Tsukihi é inofensiva e que ele não se importa se ela é, ou não, uma aberração, salvando assim sua "irmãzinha".
- Deishū Kaiki (貝木 泥舟 Kaiki Deishuu)

Dublado por: Shinichiro Miki
O vilão do primeiro arco de Nisemonogatari, é um vigarista e considera que o dinheiro é a solução para todas as coisas. Enganou a família dos Senjougahara no passado ao tentar ajudar a doença de Hitagi, mas acabou fazendo com que seus pais se separassem. É forçado a sair da cidade por Koyomi e Hitagi no final do primeiro arco de Nisemonogatari.
- Yozuru Kagenui (影縫 余弦 Kagenui Yozuru)

Dublada por: Ryoko Shiraishi
Ela é uma onmyouji profissional e pertenceu à mesma universidade que Deishuu e Meme. Os três foram conhecidos por estarem sempre juntos como membros do clube de pesquisa do oculto. Entre os três, ela é a única que prefere apoiar a justiça. Ela foi a única que se graduou da universidade. Yozuru é famosa no ramo do sobrenatural, ao ponto de Shinobu, antes uma vampira lendária, se recusar a revelar informações sobre ela em forma de respeito.
- Yotsugi Ononoki (斧乃木 余接 Ononoki Yotsugi)

Dublada por: Saori Hayami
Ela é a Shikigami de Yozuru. Ela sempre fala de si mesmo usando o pronome masculino japonês boku e considera Yozuru sua irmã. Possui a habilidade Unlimited Rulebook.
Ela parece estar ciente do passado de Koyomi e refere-se a ele como Devil Boy (鬼いちゃん, Oni-chan).
Ela sempre termina sua frases dizendo "Eu disse, com um olhar posado"(僕はキメ顔でそう言った, Boku wa kime-gao de sou itta).